# تفجير تازة خورماتو 20 حزيران 2009
تفجير تازة خورماتو 20 حزيران 2009 (بالإنجليزية: 2009 Taza bombing)‏ هو هجومٌ وقع في تازة بالقرب من كركوك العراق في 20 يونيو 2009 في مجتمع تركمان شيعي مهيمن. قُتل ما لا يقل عن 73 شخصًا وأصيب أكثر من 200 آخرين. دُمِر ثلاثون منزلاً نتيجة القصف.
يُعد هذا التفجير أسوأ هجوم في العراق منذ مارس 2008 وهو أسوأ من الهجومين الانتحاريين للعراقيين التوأمين في 23 أبريل 2009 في بغداد والمقدادية.

## الحادثة
وقع الهجوم في منطقة سكنية بالقرب من أحد المساجد، مما أدى إلى تدمير عدة منازل وإلحاق أضرار طفيفة بالمسجد. انهارت المنازل المبنية من الطوب اللبن في المنطقة المجاورة للانفجار، مع ترك الانفجار حفرة عميقة عند نقطة التفجير.
عقب صلاة الظهر، خرج الناس من مسجد الرسول المزدحم في بلدة تازة عندما وقع الانفجار. تم نُقِل المتضررين إلى مستشفى آزادي في كركوك، مع وضع الأطفال في العنابر. كان حسين نشأت، البالغ من العمر 35 عامًا، ملفوفًا بضمادات عندما تحدث إلى المراسلين: "كنت جالسًا في منزلي عندما هز انفجار قوي الأرض تحتي. وجدت نفسي مغطاة بالدماء وركضت للخارج مذهول. كان الحي الجميل مجرد ركام ". تم دفن الناس أحياء. بعد وقت قصير من التفجير، بدأت حكومة إقليم كردستان، بأوامر من وزارة الدفاع العراقية، عملية استمرت 15 يومًا "لتعقب الإرهابيين والمجرمين في محيط محافظة كركوك". بعد 13 يومًا أفاد ضابط رفيع المستوى أنه "خلال غارة مشتركة للقوات العسكرية العراقية جنبًا إلى جنب مع القوات الأمريكية في بلدة الحويجة، تم اعتقال الإرهابي مهدي صالح الذي كان العقل المدبر لتفجيري كركوك في 20 يونيو وفي ديسمبر، أدين عدنان جاسم علي الحمداني ووليد محمود محمد الحمداني وحواس فلاح الجبوري وحُكم عليهم بالإعدام لمساعدتهم في التخطيط للهجوم.

## الجناة
لم يتم التعرف على الجناة. لمَّحت وسائل الإعلام الغربية، مثل رويترز أن المتمردين الإسلاميين قامو بذلك بما في ذلك تنظيم القاعدة.

## ردود الأفعال
- العراق: وصف رئيس الوزراء العراقي نوري المالكي التفجير بـ "جريمة بشعة" وهي "محاولة للإضرار بالأمن والاستقرار ونشر انعدام الثقة في القوات العراقية.[4]

أعلنت الجبهة التركمانية الحداد ثلاثة أيام ودعت إلى "تحقيق فوري... وتقديم المجرمين للعدالة.
- كردستان: استنكر رئيس حكومة إقليم كردستان مسعود بارزاني التفجيرات بقوله: إن هذا العمل الجبان يهدف إلى زعزعة الأخوة والسلام والتعايش السلمي بين مختلف المكونات في العراق ونحن من جانبنا ندين بشدة هذا العمل الإجرامي.[8]
- تركيا: انتقدت الخارجية التركية التفجير وأصدرت بيانا أعربت فيه عن «حزنها العميق». وقال البيان: «تركيا تولي أهمية كبيرة لجهود ضمان السلام والاستقرار في العراق وتوفير مناخ سلمي بين مختلف الجماعات العرقية والدينية في كركوك، ونحن ندين بشدة هذا الهجوم الشنيع ونريد أن نؤكد مرة أخرى أن تركيا هي نفسها». ضد كل أنواع الإرهاب والشعب التركي يتعاطف مع الشعب العراقي الذي فقد أحباءه في الهجوم، ونحن مستعدون لاستقبال المصابين في الهجوم للعلاج الطبي، ونتخذ جميع أنواع الإجراءات بما في ذلك إرسال مروحية إسعاف إلى العراق.[9]